# Акустический парамагнитный резонанс
Акустический парамагнитный резонанс — явление резонансного поглощения звука в парамагнетиках. Происходит при совпадении частоты звука с частотой квантовых переходов между магнитными подуровнями атомов или ядер с неравными нулю магнитными моментами. Было открыто С. А. Альтшулером в 1952 г. Для обнаружения явления акустического парамагнитного резонанса используются насыщение обычного магнитного резонанса и оптические методы. На основе явления акустического парамагнитного резонанса созданы эффективные методы исследования энергетического спектра спин-системы и электронной структуры твёрдых тел. Важным преимуществом метода является возможность получения прямой и детальной информации о спин-фононных взаимодействиях и механизмах спин-решёточной релаксации. Возможно создание квантовых усилителей и генераторов гиперзвука.